# Céside Giacomantonio
Céside de Fossa (Cesidio da Fossa en italien), né Angelo Giacomantonio le 30 août 1873 à Fossa en Italie et mort le 4 juillet 1900 à  Hengchow en Chine, dans la province du Hunan, est un missionnaire franciscain réformé italien, martyrisé pendant la révolte des Boxers et canonisé par Jean-Paul II en l'an 2000, avec 119 autres martyrs.

## Biographie
Angelo Giacomantonio manifeste très jeune de la piété inspirée par son éducation familiale et par la mémoire de deux franciscains vénérés dans les Abruzzes, Bernardin de Fossa et Timothée de Montecchio, inhumés au couvent S. Angelo in Ocre. Il entre comme postulant à quinze ans chez les franciscains du couvent S. Giuliano de l'Aquila et prend le nom de religion de Céside à sa prise d'habit, le 21 novembre 1891. Il est ordonné prêtre en 1897 par l'archevêque de L'Aquila, puis assigné au couvent de Capestrano. Mais au bout de quelques mois, il est appelé en 1898 à entrer au collège international Saint-Antoine-de-Padoue de Rome en qualité de candidat pour les missions franciscaines. 
Pendant les vacances d'été 1899, il rencontre un vieux missionnaire de Chine venu se reposer en Italie et chercher de nouvelles recrues, le P. Luigi Sondini. Cette rencontre est déterminante. Céside est envoyé en octobre 1899 en Chine, où il arrive le jour de Noël 1899. Il est nommé dans la ville portuaire de à Hengchow (ou Hengzhou, aujourd'hui Hengyang), au bord de la rivière Xiang, pour s'accoutumer et apprendre la langue locale. Ce poste de mission dépend du vicariat apostolique du Hunan méridional, tenu par saint Antonin Fantosati. Au bout de quelque temps, il dirige une petite communauté catholique de 500 fidèles autour d'une chapelle située plus loin à l'Est, à Tongxiang. 
Cependant le pays est en proie à la révolte des Boxers depuis plusieurs mois. Déjà les prémices en juin du soulèvement se font remarquer dans cette région. Des bandes avec l'appui des mandarins locaux font la chasse aux chrétiens chinois et aux Européens, commettant des meurtres et démolissant leurs œuvres et maisons. Le jeune missionnaire écrit à ses parents fin juin qu'il fait don de sa personne pour sa mission. Le 3 juillet, il part de Tongxiang pour se rendre à Hengyang où il a rendez-vous avec son directeur spirituel, le père Quirino, malgré les avertissements des villageois qui sentent venir le danger. Le 4 juillet 1900, la mission est attaquée, les deux missionnaires ont le temps de se réfugier dans une salle à l'étage. Le père Quirino parvient à s'échapper, mais le père Céside Giacomantonio entre dans la chapelle pour consommer les Saintes Espèces afin qu'elles ne tombent pas aux mains de la foule déchaînée ; celle-ci le retrouve  et le roue de coups. Elle incendie la chapelle avec du pétrole, pendant que le jeune missionnaire est en train d'agoniser. Il trouve le martyre brûlé vif. Il avait vingt-six ans. Son évêque et un autre jeune prêtre sont massacrés trois jours plus tard.

## Reconnaissance
Céside de Fossa est béatifié par le pape Pie XII le 24 novembre 1946 avec vingt-huit autres compagnons martyrs de cette époque, puis canonisé à Rome par Jean-Paul II le 1er octobre 2000, cent ans après sa mort, avec 119 autres martyrs de Chine.
Il est célébré seul le 4 juillet, et avec le groupe des martyrs le 9 juillet.

### Article lié
- 120 martyrs de Chine